# اولنا پترووا
اولنا پترووا (انگلیسی: Olena Petrova؛ زادهٔ ۲۴ سپتامبر ۱۹۷۲) ورزشکار دوگانه اهل اوکراین است.
او از برندگان مدال‌های بازی‌های المپیک زمستانی ۱۹۹۸ بود و از ورزشکاران دوگانه در بازی‌های المپیک زمستانی ۱۹۹۴، ۱۹۹۸، ۲۰۰۲ و ۲۰۰۶ بوده‌است.

## سوابق

### المپیک
- ۱۹۹۸ - مدال نقره در ۱۵ کیلومتر

### قهرمانی جهان
- ۱۹۹۶ - مدال نقره در ماده تیمی، مدال برنز در ۱۵ کیلومتر
- ۱۹۹۷ - مدال برنز در مسابقات تیمی
- ۱۹۹۹ - مدال نقره در شروع دسته جمعی
- ۲۰۰۰ - مدال برنز در امدادی
- ۲۰۰۱ - مدال برنز در امدادی
- ۲۰۰۳ - مدال نقره در دوی سرعت
- ۲۰۰۴ - مدال برنز در ۱۵ کیلومتر